# Sudetenland

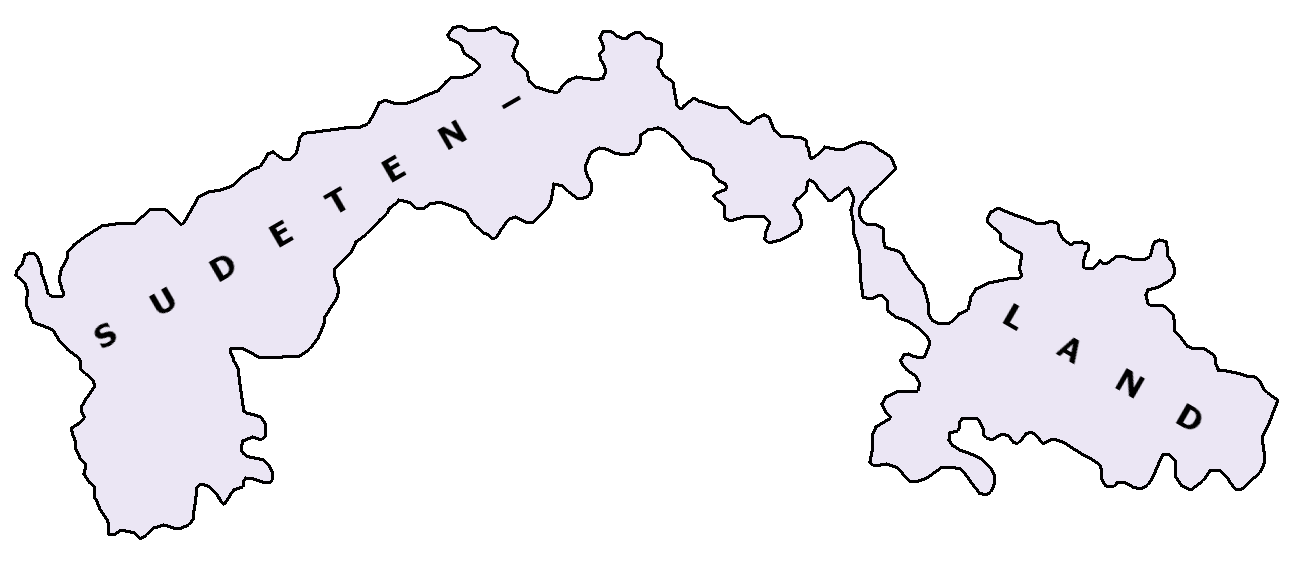
Karta över Reichsgau Sudetenland.

Sudetenland  (tjeckiska och slovakiska: Sudety) var en tysk riksdel mellan åren 1938 och 1945 som låg i bergskedjan sudeterna i nordliga delarna av dåvarande Tjeckoslovakien. Tjeckoslovakien avträdde området till Nazityskland genom Münchenöverenskommelsen år 1938 för att blidka deras expansionsanspråk. Området var sedan medeltiden till stor del befolkat av tysktalande, så kallade sudettyskar. Även tysktalande som dominerade andra delar och enklaver i Tjeckoslovakien kallades sudettyskar. I maj 1939 var arealen 22 587 km² stor och folkmängden uppgick till 2 945 261 invånare. Sudetenland låg i delar av Böhmen, Mähren och Schlesien längs gränserna mot bland annat Sachsen och Bayern.

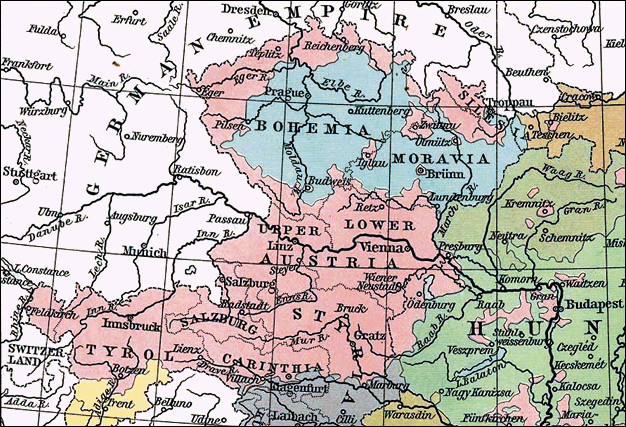
Rosa områden = tysk befolkning i Österrike-Ungern år 1911.

Karta över tyskspråkiga områden i nuvarande Tjeckien före 1945.

Böhmen, som från 1000-talet ingick i Tysk-romerska riket, kom under medeltiden att koloniseras av tyskar. Dessa kom främst ur bondebefolkningen i Bayern, Schlesien och Sachsen. Särskilt städerna och i högt belägna områden som sent koloniserades kom det tyska inslaget att bli omfattande. Tyskarna dominerade också järnhanteringen och glasindustrin i området.
Sudetenland (efter bergskedjan Sudeterna) blev under 1800- och början av 1900-talet en geografisk områdesbeteckning. 1919 kom området och övriga Böhmen att ingå i den nybildade staten Tjeckoslovakien med en slaviskspråkig dominans, vilket kom att spä på de tyska nationalitetsträvandena.
Genom Münchenöverenskommelsen 1938 avträdde Tjeckoslovakien området till Tredje riket och var till krigsslutet i maj 1945 ett tyskt förvaltningsområde, Reichsgau Sudetenland. Vid Münchenöverenskommelsen deltog Hitlers Tyskland, Mussolinis Italien samt Frankrike och Storbritannien. Genom eftergiften till Hitler trodde sig den brittiske premiärministern Neville Chamberlain ha räddat ”freden i vår tid”.
Efter fredsslutet 1945 fördrevs större delen av sudettyskarna och 1950 återstod 165 000. Något mer än 50 000 tyskar var 1991 registrerade invånare i Tjeckoslovakien och vid folkräkningen 2001 i Tjeckien fanns 39 000 som förklarade sig vara tyskar.